# Liste des aéroports en Australie
Ceci est une liste des aéroports en Australie. Il comprend les aéroports avec licences, à l'exception des aéroports privés. Les aérodromes sont listées ici, avec leurs code à 4-lettres de l'OACI code, et à 3-lettre de l'IATA (si disponible).
Une liste plus complète peut être trouvée dans la En Route Supplément de l'Australie (ERSA), disponible en ligne à partir de la Airservices Australia site web et dans les différentes listes pour chaque État ou territoire.

## Les aéroports
L'aéroport au nom indiqué en caractères gras indique que l'aéroport a des services passagers réguliers sur les compagnies aériennes commerciales.

### Territoire de la Capitale australienne (ACT)
| Ville    | OACI | AITA | Nom de l'aéroport    |
| -------- | ---- | ---- | -------------------- |
| Canberra | YSCB | CBR  | Aéroport de Canberra |

### Nouvelle-Galles du Sud (NSW)
| Ville                         | OACI | AITA | Nom de l'aéroport                                     |
| ----------------------------- | ---- | ---- | ----------------------------------------------------- |
| Albury                        | YMAY | ABX  | Albury Airport                                        |
| Armidale                      | YARM | ARM  | Armidale Airport                                      |
| Ballina                       | YBNA | BNK  | Ballina Byron Gateway Airport                         |
| Balranald                     | YBRN | BZD  | Balranald Airport                                     |
| Bathurst                      | YBTH | BHS  | Bathurst Airport                                      |
| Bourke                        | YBKE | BRK  | Bourke Airport                                        |
| Brewarrina                    | YBRW | BWQ  | Brewarrina Airport                                    |
| Broken Hill                   | YBHI | BHQ  | Broken Hill Airport                                   |
| Camden                        | YSCN | CDU  | Camden Airport                                        |
| Cessnock                      | YCNK | CES  | Cessnock Airport                                      |
| Cobar                         | YCBA | CAZ  | Cobar Airport                                         |
| Coffs Harbour                 | YCFS | CFS  | Coffs Harbour Airport                                 |
| Collarenebri                  | YCBR | CRB  | Collarenebri Airport                                  |
| Condobolin                    | YCDO | CBX  | Condobolin Airport                                    |
| Coolah                        | YCAH | CLH  | Coolah Airport                                        |
| Cooma                         | YPFT |      | Cooma – Polo Flat Airport                             |
| Cooma                         | YCOM | OOM  | Cooma – Snowy Mountains Airport                       |
| Coonabarabran                 | YCBB | COJ  | Coonabarabran Airport                                 |
| Coonamble                     | YCNM | CNB  | Coonamble Airport                                     |
| Cootamundra                   | YCTM | CMD  | Cootamundra Airport                                   |
| Corowa                        | YCOR | CWW  | Corowa Airport                                        |
| Cowra                         | YCWR | CWT  | Cowra Airport                                         |
| Cudal                         | YCUA | CUG  | Cudal Airport                                         |
| Deniliquin                    | YDLQ | DNQ  | Deniliquin Airport                                    |
| Dubbo                         | YSDU | DBO  | Dubbo City Airport                                    |
| Evans Head                    | YEVD | EVH  | Evans Head Memorial Aerodrome                         |
| Finley                        | YFIL | FLY  | Finley Airport                                        |
| Forbes                        | YFBS | FRB  | Forbes Airport                                        |
| Forster / Wallis Island       | YFST | FOT  | Forster – Wallis Island Airport                       |
| Glen Innes                    | YGLI | GLI  | Glen Innes Airport                                    |
| Goodooga                      | YGDA |      | Goodooga Airport                                      |
| Goulburn                      | YGLB | GUL  | Goulburn Airport                                      |
| Grafton / Clarence Valley     | YGFN | GFN  | Clarence Valley Regional Airport                      |
| Griffith                      | YGTH | GFF  | Griffith Airport                                      |
| Gunnedah                      | YGDH | GUH  | Gunnedah Airport                                      |
| Hay                           | YHAY | HXX  | Hay Airport                                           |
| Inverell                      | YIVL | IVR  | Inverell Airport                                      |
| Kempsey                       | YKMP | KPS  | Kempsey Airport                                       |
| Lake Macquarie / Pelican      | YLMQ | BEO  | Lake Macquarie Airport (anciennement Belmont Airport) |
| Lightning Ridge               | YLRD | LHG  | Lightning Ridge Airport                               |
| Lismore                       | YLIS | LSY  | Lismore Airport                                       |
| Lord Howe Island              | YLHI | LDH  | Lord Howe Island Airport                              |
| Maitland                      | YMND | MTL  | Maitland Airport                                      |
| Merimbula                     | YMER | MIM  | Merimbula Airport                                     |
| Moree                         | YMOR | MRZ  | Moree Airport                                         |
| Moruya                        | YMRY | MYA  | Moruya Airport                                        |
| Mudgee                        | YMDG | DGE  | Mudgee Airport                                        |
| Mungindi                      | YMGI |      | Mungindi Airport                                      |
| Nambucca Heads                | YNHS | NBH  | Nambucca Heads Airport                                |
| Narrabri                      | YNBR | NAA  | Narrabri Airport                                      |
| Narrandera                    | YNAR | NRA  | Narrandera Airport                                    |
| Narromine                     | YNRM |      | Narromine Airport                                     |
| Newcastle / Williamtown       | YWLM | NTL  | Newcastle Airport (RAAF Williamtown)                  |
| Nyngan                        | YNYN | NYN  | Nyngan Airport                                        |
| Orange / Spring Hill          | YORG | OAG  | Orange Airport                                        |
| Palm Beach, Sydney            | YPLB | LBH  | Palm Beach Water Airport                              |
| Parkes                        | YPKS | PKE  | Parkes Airport                                        |
| Pooncarie                     | YPCE |      | Pooncarie Airport                                     |
| Port Macquarie                | YPMQ | PQQ  | Port Macquarie Airport                                |
| Quirindi                      | YQDI | UIR  | Quirindi Airport                                      |
| Scone                         | YSCO | NSO  | Scone Airport                                         |
| Somersby                      | YSMB |      | Somersby Airfield                                     |
| Sydney / Bankstown            | YSBK | BWU  | Bankstown Airport                                     |
| Sydney / Mascot               | YSSY | SYD  | Sydney Airport (Aéroport Kingsford Smith)             |
| Sydney / Rose Bay             | YRAY | RSE  | Rose Bay Water Airport                                |
| Tamworth                      | YSTW | TMW  | Tamworth Airport                                      |
| Taree                         | YTRE | TRO  | Taree Airport                                         |
| Temora                        | YTEM | TEM  | Temora Airport                                        |
| Tibooburra                    | YTIB | TYB  | Tibooburra Airport                                    |
| Tocumwal                      | YTOC | TCW  | Tocumwal Airport                                      |
| Tumut                         | YTMU | TUM  | Tumut Airport                                         |
| Wagga Wagga                   | YSWG | WGA  | Wagga Wagga Airport (RAAF Base Wagga)                 |
| Walcha                        | YWCH | WLC  | Walcha Airport                                        |
| Walgett                       | YWLG | WGE  | Walgett Airport                                       |
| Warnervale / Wyong            | YWVA |      | Warnervale Airport                                    |
| Warren / Red Hill             | YWRN |      | Warren Airport                                        |
| West Wyalong                  | YWWL | WWY  | West Wyalong Airport                                  |
| Wilcannia                     | YWCA | WIO  | Wilcannia Airport                                     |
| Wollongong / Albion Park Rail | YWOL | WOL  | Illawarra Regional Airport (Wollongong Airport)       |
| Young                         | YYNG | NGA  | Young Airport                                         |

### Territoire du nord (NT)
| Ville                          | OACI | AITA | Nom de l'aéroport                              |
| ------------------------------ | ---- | ---- | ---------------------------------------------- |
| Alexandria Station             | YALX | AXL  | Alexandria Station Airport                     |
| Alice Springs                  | YBAS | ASP  | Alice Springs Airport                          |
| Alroy Downs                    | YALD | AYD  | Alroy Downs Airport                            |
| Ammaroo                        | YAMM | AMX  | Ammaroo Airport                                |
| Angus Downs                    |      | ANZ  | Angus Downs Airport                            |
| Anthony Lagoon                 | YANL | AYL  | Anthony Lagoon Airport                         |
| Aputula                        | YFNE | FIK  | Finke Airport                                  |
| Austral Downs Station          | YAUS | AWP  | Austral Downs Station Airport                  |
| Auvergne Station               | YAUV | AVG  | Auvergne Station Airport                       |
| Baniyala                       |      | BYX  | Baniyala Airport                               |
| Barkly Downs                   | YBAW | BKP  | Barkly Downs Airport                           |
| Bathurst Island                | YBTI | BRT  | Bathurst Island Airport                        |
| Belyuen Shire                  | YDLV | DLV  | Delissaville Airport                           |
| Borroloola                     | YBRL | BOX  | Borroloola Airport                             |
| Bickerton Island / Milyakburra |      | BCZ  | Bickerton Island Airport / Milyakburra Airport |
| Brunette Downs                 |      | BTD  | Brunette Downs Airport                         |
| Camfield Station               | YCFD | CFI  | Camfield Station Airport                       |
| Coolibah                       |      | COB  | Coolibah Airport                               |
| Cresswell Downs                |      | CSD  | Cresswell Downs Airport                        |
| Croker Island                  | YCKI | CKI  | Croker Island Airport                          |
| Daguragu                       | YKKG | KFG  | Kalkgurung Airport                             |
| Daly River Mission             | YDMN | DVR  | Daly River Mission Airport                     |
| Daly Waters                    | YDLW | DYW  | Daly Waters Airport                            |
| Darwin                         | YPDN | DRW  | Darwin International Airport (RAAF Darwin)     |
| Elcho Island                   | YELD | ELC  | Elcho Island Airport                           |
| Elkedra                        |      | EKD  | Elkedra Airport                                |
| Erldunda                       |      | EDD  | Erldunda Airport                               |
| Eva Downs                      | YEVA | EVD  | Eva Downs Airport                              |
| Gapuwiyak (Lake Evella)        | YLEV | LEL  | Lake Evella Airport                            |
| Goulburn Islands               | YGBI | GBL  | South Goulburn Island Airport                  |
| The Granites                   | YTGT | GTS  | The Granites Airport                           |
| Groote Eylandt (Alyangula)     | YGTE | GTE  | Groote Eylandt Airport                         |
| Gunbalanya (Oenpelli)          | YOEN | OPI  | Oenpelli Airport                               |
| Henbury                        | YHBY | HRY  | Henbury Airport                                |
| Hermannsburg                   | YHMB | HMG  | Hermannsburg Airport                           |
| Humbert River                  | YHBR | HUB  | Humbert River Airport                          |
| Inverway                       | YINW | IVW  | Inverway Airport                               |
| Jabiru                         | YJAB | JAB  | Jabiru Airport                                 |
| Kalkarindji                    | YWAV | WAV  | Wave Hill Airport                              |
| Kaltukatjara                   | YDVR | DKV  | Docker River Airport                           |
| Kings Canyon                   | YKCA | KBJ  | Kings Canyon Airport                           |
| Kings Creek                    | YKCS | KCS  | Kings Creek Station Airport                    |
| Kirkimbie                      |      | KBB  | Kirkimbie Airport                              |
| Kulgera                        |      | KGR  | Kulgera Airport                                |
| Kurundi                        |      | KGR  | Kurundi Airport                                |
| Lajamanu                       | YHOO | HOK  | Hooker Creek Airport                           |
| Lake Nash                      | YLKN | LNH  | Lake Nash Airport                              |
| Limbunya                       |      | LIB  | Limbunya Airport                               |
| Lissadell                      |      | LLL  | Lissadell Airport                              |
| MacDonald Downs                | YMDS | MNW  | MacDonald Downs Airport                        |
| Mainoru                        |      | MIZ  | Mainoru Airport                                |
| Maningrida                     | YMGD | MNG  | Maningrida Airport                             |
| Manners Creek Station          | YMCR | MFP  | Manners Creek Station Airport                  |
| Marqua                         | YMQA | MQE  | Marqua Airport                                 |
| Milikapiti (Melville Island)   | YSNB | SNB  | Snake Bay Airport                              |
| Milingimbi                     | YMGB | MGT  | Milingimbi Airport                             |
| Mittiebah                      |      | MIY  | Mittiebah Airport                              |
| Moroak                         |      | MRT  | Moroak Airport                                 |
| Mount Cavenagh / Ghan          | YMVG | MKV  | Mount Cavenagh Airport                         |
| Mount Sandford Station         | YMSF | MTD  | Mount Sandford Station Airport                 |
| Mount Swan                     | YMNS | MSF  | Mount Swan Airport                             |
| Mount Valley                   |      | MNV  | Mount Valley Airport                           |
| Mulga Park                     | YMUP | MUP  | Mulga Park Airport                             |
| Napperby                       |      | NPP  | Napperby Airport                               |
| Newry                          |      | MRT  | Newry Airport                                  |
| Ngukurr                        | YNGU | RPM  | Ngukurr Airport                                |
| Nhulunbuy                      | YPGV | GOV  | Gove Airport                                   |
| Numbulwar                      | YNUM | NUB  | Numbulwar Airport                              |
| Nutwood Downs                  |      | UTD  | Nutwood Downs Airport                          |
| Peppimenarti                   |      | PEP  | Peppimenarti Airport                           |
| Pularumpi (Melville Island)    | YGPT | GPN  | Garden Point Airport                           |
| Ramingining                    | YRNG | RAM  | Ramingining Airport                            |
| Robinson River                 |      | RRV  | Robinson River Airport                         |
| Roper Bar                      | YRRB | RPB  | Roper Bar Airport                              |
| Roper Valley                   |      | RPV  | Roper Valley Airport                           |
| Smith Point                    | YSMP | SHU  | Smith Point Airport                            |
| Tennant Creek                  | YTNK | TCA  | Tennant Creek Airport                          |
| Timber Creek                   | YTBR | TBK  | Timber Creek Airport                           |
| Tobermorey                     | YTMY | TYP  | Tobermorey Airport                             |
| Uluru / Yulara                 | YAYE | AYQ  | Ayers Rock Airport (Connellan Airport)         |
| Victoria River Downs           | YVRD | VCD  | Victoria River Downs Airport                   |
| Wadeye                         | YPKT | PKT  | Port Keats Airfield                            |
| Wollogorang                    | YWOR | WLL  | Wollogorang Airport                            |
| Yuendumu                       | YYND | YUE  | Yuendumu Airport                               |

### Le Queensland (Qld)
| Ville                                  | OACI | AITA | Aéroport                                             |
| -------------------------------------- | ---- | ---- | ---------------------------------------------------- |
| Abingdon                               | YABI | ABG  | Abingdon Downs Airport                               |
| Agnew                                  | YAGN | AGW  | Agnew Airport                                        |
| Alpha                                  | YAPH | ABH  | Alpha Airport                                        |
| Aramac                                 | YAMC | AXC  | Aramac Airport                                       |
| Arrabury                               | YARY | AAB  | Arrabury Airport                                     |
| Augustus Downs                         | YAGD | AUD  | Augustus Downs Airport                               |
| Aurukun                                | YAUR | AUU  | Aurukun Airport                                      |
| Ayr                                    | YAYR | AYR  | Ayr Airport                                          |
| Badu Island                            | YBAU | BDD  | Badu Island Airport                                  |
| Ballera                                | YLLE | BBL  | Ballera Airport                                      |
| Bamaga                                 | YNPE | ABM  | Northern Peninsula Airport (Bamaga/Injinoo Airport)  |
| Barcaldine                             | YBAR | BCI  | Barcaldine Airport                                   |
| Batavia Downs                          |      | BVW  | Batavia Downs Airport                                |
| Bedourie                               | YBIE | BEU  | Bedourie Airport                                     |
| Betoota                                | YBEO | BTX  | Betoota Airport                                      |
| Biloela                                |      | ZBL  | Biloela Airport                                      |
| Birdsville                             | YBDV | BVI  | Birdsville Airport                                   |
| Bizant                                 |      | BZP  | Bizant Airport                                       |
| Blackall                               | YBCK | BKQ  | Blackall Airport                                     |
| Blackwater                             | YBTR | BLT  | Blackwater Airport                                   |
| Bloomfield River Mission / Wujal Wujal |      | BFC  | Bloomfield River Airport                             |
| Boigu Island                           | YBOI | GIC  | Boigu Island Airport                                 |
| Bollon                                 | YBLL | BLS  | Bollon Airport                                       |
| Bolwarra                               | YBWR | BCK  | Bolwarra Airport                                     |
| Boulia                                 | YBOU | BQL  | Boulia Airport                                       |
| Bowen                                  | YBWN | ZBO  | Bowen Airport                                        |
| Brampton Island                        | YBPI | BMP  | Brampton Island Airport                              |
| Brighton Downs                         |      | BHT  | Brighton Downs Airport                               |
| Brisbane                               | YBBN | BNE  | Brisbane Airport                                     |
| Brisbane / Archerfield                 | YBAF |      | Archerfield Airport                                  |
| Bulimba                                | YBWM | BIP  | Bulimba Airport                                      |
| Bundaberg                              | YBUD | BDB  | Bundaberg Airport                                    |
| Burketown                              | YBKT | BUC  | Burketown Airport                                    |
| Canobie                                | YCBE | CBY  | Canobie Airport                                      |
| Cairns                                 | YBCS | CNS  | Cairns Airport                                       |
| Caloundra West / Sunshine Coast        | YCDR | CUD  | Caloundra Airport                                    |
| Camooweal                              | YCMW | CML  | Camooweal Airport                                    |
| Cape Flattery                          |      | CQP  | Cape Flattery Airport                                |
| Carpentaria Downs                      |      | CFP  | Carpentaria Downs Airport                            |
| Charleville                            | YBCV | CTL  | Charleville Airport                                  |
| Charters Towers                        | YCHT | CXT  | Charters Towers Airport                              |
| Cherrabah                              |      | CRH  | Cherrabah Airport                                    |
| Chillagoe                              | YCGO | LLG  | Chillagoe Airport                                    |
| Chinchilla                             | YCCA | CCL  | Chinchilla Airport                                   |
| Clermont                               | YCMT | CMQ  | Clermont Airport                                     |
| Cloncurry                              | YCCY | CNJ  | Cloncurry Airport                                    |
| Cluny                                  | YUNY | CZY  | Cluny Airport                                        |
| Coconut Island                         | YCCT | CNC  | Coconut Island Airport                               |
| Coen                                   | YCOE | CUQ  | Coen Airport                                         |
| Collinsville                           | YCSV | KCE  | Collinsville Airport                                 |
| Cooinda                                | YCOO | CDA  | Cooinda Airport                                      |
| Cooktown                               | YCKN | CTN  | Cooktown Airport                                     |
| Croydon                                | YCRY | CDQ  | Croydon Airport                                      |
| Cunnamulla                             | YCMU | CMA  | Cunnamulla Airport                                   |
| Dalby                                  | YDAY | DBY  | Dalby Airport                                        |
| Darnley Island                         | YDNI | NLF  | Darnley Island Airport                               |
| Davenport Downs                        | YDPD | DVP  | Davenport Downs Airport                              |
| Delta Downs                            | YDLT | DDN  | Delta Downs Airport                                  |
| Diamantina Lakes                       |      | DYM  | Diamantina Lakes Airport                             |
| Dirranbandi                            | YDBI | DRN  | Dirranbandi Airport                                  |
| Dixie                                  | YDIX | DXD  | Dixie Airport                                        |
| Doomadgee                              | YDMG | DMD  | Doomadgee Airport                                    |
| Dorunda                                | YDOR | DRD  | Dorunda Airport                                      |
| Dorunda                                | YDOR | DRD  | Dorunda Airport                                      |
| Drumduff                               | YDDF | DFP  | Drumduff Airport                                     |
| Dunbar                                 | YDBR | DNB  | Dunbar Airport                                       |
| Dunk Island                            | YDKI | DKI  | Dunk Island Airport                                  |
| Dunwich                                |      | SRR  | Dunwich Airport                                      |
| Durham Downs                           | YDRH | DHD  | Durham Downs Airport                                 |
| Durrie                                 | YDRI | DRR  | Durrie Airport                                       |
| Dysart                                 | YDYS | DYA  | Dysart Airport                                       |
| Einasleigh                             | YEIN | EIH  | Einasleigh Airport                                   |
| Eloise Mine                            | YESE | ERQ  | Elrose Mine Airport                                  |
| Emerald                                | YEML | EMD  | Emerald Airport                                      |
| Fraser Island (Orchid Beach)           | YORC | OKB  | Orchid Beach Airport                                 |
| Gamboola                               | YGAM | GBP  | Gamboola Airport                                     |
| Georgetown                             | YGTN | GTT  | Georgetown Airport                                   |
| Gladstone                              | YGLA | GLT  | Gladstone Airport                                    |
| Gayndah                                | YGAY | GAH  | Gayndah Airport                                      |
| Glengyle                               | YGLE | GLG  | Glengyle Airport                                     |
| Glenormiston                           | YGLO | GLM  | Glenormiston Airport                                 |
| Gold Coast / Coolangatta               | YBCG | OOL  | Gold Coast Airport                                   |
| Goondiwindi                            | YGDI | GOO  | Goondiwindi Airport                                  |
| Great Keppel Island                    | YGKL | GKL  | Great Keppel Island Airport                          |
| Greenvale                              | YGNV | GVP  | Greenvale Airport                                    |
| Gregory                                | YGDS | GGD  | Gregory Downs Airport                                |
| Gympie                                 | YGYM | GYP  | Gympie Airport                                       |
| Hamilton Island                        | YBHM | HTI  | Great Barrier Reef Airport (Hamilton Island Airport) |
| Headingly                              | YHDY | HIP  | Headingly Airport                                    |
| Heathlands                             | YHTL | HAT  | Heathlands Airport                                   |
| Helensvale                             |      | HLV  | Helensvale Airport                                   |
| Hervey Bay                             | YHBA | HVB  | Hervey Bay Airport                                   |
| Hopevale                               |      | HPE  | Hopevale Airport                                     |
| Horn Island                            | YHID | HID  | Horn Island Airport                                  |
| Hughenden                              | YHUG | HGD  | Hughenden Airport                                    |
| Iffley                                 | YIFY | IFF  | Iffley Airport                                       |
| Ingham                                 | YIGM | IGH  | Ingham Airport                                       |
| Injune                                 | YINJ | INJ  | Injune Airport                                       |
| Inkerman                               | YIKM | IKP  | Inkerman Airport                                     |
| Innisfail                              | YIFL | IFL  | Innisfail Airport                                    |
| Isisford                               | YISF | ISI  | Isisford Airport                                     |
| Julia Creek                            | YJLC | JCK  | Julia Creek Airport                                  |
| Jundah                                 | YJDA | JUN  | Jundah Airport                                       |
| Kalpowar                               | YKPR | KPP  | Kalpowar Airport                                     |
| Kamaran Downs                          |      | KDS  | Kamaran Downs Airport                                |
| Kamileroi                              | YKML | KML  | Kamileroi Airport                                    |
| Karumba                                | YKMB | KRB  | Karumba Airport                                      |
| Kingaroy                               | YKRY | KGY  | Kingaroy Airport                                     |
| Koolatah                               | YKLA | KOH  | Koolatah Airport                                     |
| Koolburra                              | YKLB | KKP  | Koolburra Airport                                    |
| Kowanyama                              | YKOW | KWM  | Kowanyama Airport                                    |
| Kubin (Moa Island)                     | YKUB | KUG  | Kubin Airport                                        |
| Lady Elliot Island                     |      | LYT  | Lady Elliot Island Airport                           |
| Lakefield                              | YLFD | LFP  | Lakefield Airport (Rinyirru Airport)                 |
| Lakeland Downs                         | YLND | LKD  | Lakeland Downs Airport                               |
| Laura                                  | YLRA | LUU  | Laura Airport                                        |
| Lawn Hill                              | YLAH | LWH  | Lawn Hill Airport                                    |
| Linda Downs                            |      | LLP  | Linda Downs Airport                                  |
| Lindeman Island                        | YLIN | LDC  | Lindeman Island Airport                              |
| Lizard Island                          | YLZI | LZR  | Lizard Island Airport                                |
| Lockhart River                         | YLHR | IRG  | Lockhart River Airport                               |
| Longreach                              | YLRE | LRE  | Longreach Airport                                    |
| Lorraine                               | YLOR | LOA  | Lorraine Airport                                     |
| Lotus Vale Station                     | YLOV | LTV  | Lotus Vale Station Airport                           |
| Lyndhurst Station                      | YLHS | LTP  | Lyndhurst Station Airport                            |
| Mabuiag Island                         | YMAA | UBB  | Mabuiag Island Airport                               |
| Mackay                                 | YBMK | MKY  | Mackay Airport                                       |
| Mareeba                                | YMBA | MRG  | Mareeba Airfield                                     |
| Marion Downs                           | YMWX | MXD  | Marion Downs Airport                                 |
| Marcoola / Sunshine Coast              | YBSU | MCY  | Sunshine Coast Airport                               |
| Maryborough                            | YMYB | MBH  | Maryborough Airport                                  |
| Merluna                                | YMEU | MLV  | Merluna Airport                                      |
| Middlemount                            | YMMU | MMM  | Middlemount Airport                                  |
| Miles                                  | YMLS | WLE  | Miles Airport                                        |
| Miners Lake                            |      | MRL  | Miners Lake Airport                                  |
| Mitchell                               | YMIT | MTQ  | Mitchell Airport                                     |
| Monkira                                | YMNK | ONR  | Monkira Airport                                      |
| Monto                                  | YMTO | MNQ  | Monto Airport                                        |
| Mooraberree                            | YMOO | OOR  | Mooraberree Airport                                  |
| Moranbah                               | YMRB | MOV  | Moranbah Airport                                     |
| Moreton / Wenlock                      | YMOT | MET  | Moreton Airport                                      |
| Morney                                 | YMNY | OXY  | Morney Airport                                       |
| Mornington Island                      | YMTI | ONG  | Mornington Island Airport                            |
| Mount Gordon Mine                      | YGON | GPD  | Mount Gordon Airport                                 |
| Mount Isa                              | YBMA | ISA  | Mount Isa Airport                                    |
| Murray Island                          | YMUI | MYI  | Murray Island Airport                                |
| Musgrave                               | YMGV | MVU  | Musgrave Airport                                     |
| Muttaburra                             | YMTB | UTB  | Muttaburra Airport                                   |
| Nappa Merrie                           | YNAP | NMR  | Nappa Merrie Airport                                 |
| New Laura                              | YLRS | LUT  | New Laura Airport                                    |
| New Moon                               |      | NMP  | New Moon Airport                                     |
| Noosaville / Noosa                     | YNSH | NSV  | Noosa Airport                                        |
| Normanton                              | YNTN | NTN  | Normanton Airport                                    |
| Oban                                   |      | OBA  | Oban Airport                                         |
| Orientos                               |      | OXO  | Orientos Airport                                     |
| Orpheus Island                         |      | ORS  | Orpheus Island Resort Waterport                      |
| Osborne Mine                           | YOSB | OSO  | Osborne Mine Airport                                 |
| Palm Island                            | YPAM | PMK  | Palm Island Airport                                  |
| Phosphate Hill                         | YTMO | PHQ  | The Monument Airport                                 |
| Pormpuraaw / Edward River              | YPMP | EDR  | Edward River Airport                                 |
| Proserpine                             | YBPN | PPP  | Whitsunday Coast Airport                             |
| Quilpie                                | YQLP | ULP  | Quilpie Airport                                      |
| Redcliffe City (Rothwell)              | YRED |      | Redcliffe Airport                                    |
| Richmond                               | YRMD | RCM  | Richmond Airport                                     |
| Robinhood                              | YROB | ROH  | Robinhood Airport                                    |
| Rockhampton                            | YBRK | ROK  | Rockhampton Airport                                  |
| Rokeby                                 |      | RKY  | Rokeby (ceb)                                         |
| Roma                                   | YROM | RMA  | Roma Airport                                         |
| Roseberth                              |      | RSB  | Roseberth Airport                                    |
| Rosella Plains                         |      | RLP  | Rosella Plains Airport                               |
| Rutland Plains                         | YRTP | RTP  | Rutland Plains Airport                               |
| Saibai Island                          | YSII | SBR  | Saibai Island Airport                                |
| Sandringham Station                    |      | SRM  | Sandringham Station Airport                          |
| Silver Plains                          |      | SSP  | Silver Plains Airport                                |
| South Galway                           | YSGW | ZGL  | South Galway Airport                                 |
| Southport                              | YSPT | SHQ  | Southport Airport                                    |
| Conjuboy, Queensland                   | YSPK | SCG  | Spring Creek Airport                                 |
| Springvale                             | YSPV | KSV  | Springvale Airport                                   |
| St George                              | YSGE | SGO  | St George Airport                                    |
| St Pauls                               |      | SVM  | St Pauls Airport                                     |
| Stanthorpe                             | YSPE | SNH  | Stanthorpe Airport                                   |
| Stephens Island                        |      | STF  | Stephens Island Airport                              |
| Strathmore                             | YSMR | STH  | Strathmore Airport                                   |
| Îlet Sue                               | YWBS | SYU  | Warraber Island Airport                              |
| Tanbar                                 |      | TXR  | Tanbar Airport                                       |
| Tangalooma                             | YTGA | TAN  | Tangalooma Airport                                   |
| Tara                                   | YTAA | XTR  | Tara Airport                                         |
| Taroom                                 | YTAM | XTO  | Taroom Airport                                       |
| Tewantin                               |      | TWN  | Tewantin Airport                                     |
| Thangool                               | YTNG | THG  | Thangool Airport                                     |
| Thargomindah                           | YTGM | XTG  | Thargomindah Airport                                 |
| Theodore                               | YTDR | TDR  | Theodore Airport                                     |
| Thylungra                              |      | TYG  | Thylungra Airport                                    |
| Toowoomba                              | YTWB | TWB  | Toowoomba City Aerodrome                             |
| Toowoomba                              | YBWW | WTB  | Toowoomba Wellcamp Airport                           |
| Torwood                                |      | TWP  | Torwood Airport                                      |
| Townsville                             | YBTL | TSV  | Townsville Airport (RAAF Townsville)                 |
| Trepell                                | YTEE | TQP  | Trepell Airport                                      |
| Undara                                 | YUDA | UDA  | Undara Airport                                       |
| Vanrook                                | YVRS | VNR  | Vanrook Airport                                      |
| Wandovale                              |      | MFL  | Wandovale – Mount Full Stop Airport                  |
| Warwick                                | YWCK | WAZ  | Warwick Airport                                      |
| Waverney                               |      | WAN  | Waverney Airport                                     |
| Weipa                                  | YBWP | WEI  | Weipa                                                |
| Windorah                               | YWDH | WNR  | Windorah Airport                                     |
| Winton                                 | YWTN | WIN  | Winton Airport                                       |
| Whitsunday, Shute Harbour              | YSHR | WSY  | Whitsunday – Shute Harbour Airport                   |
| Wondai                                 | YWND | WDI  | Wondai Airport                                       |
| Wondoola                               | YWDL | WON  | Wondoola Airport                                     |
| Woodstock                              | YDOP |      | Donnington Airpark                                   |
| Wrotham Park                           | YWMP | WPK  | Wrotham Park Airport                                 |
| Yam Island                             | YYMI | XMY  | Aérodrome de Yam Island                              |
| Yorke Island                           | YYKI | OKR  | Yorke Island Airport                                 |

### L'Australie du sud / Australie-Méridionale (SA)
| Ville                      | ICAO | IATA | Aérodrome              |
| -------------------------- | ---- | ---- | ---------------------- |
| Adelaide                   | YPAD | ADL  | Adelaide Airport       |
| Adelaide / Parafield       | YPPF |      | Parafield Airport      |
| Alton Downs                | YADS | AWN  | Alton Downs Airport    |
| Amata                      | YAMT | AMT  | Amata Airport          |
| American River             |      | RCN  | American River Airport |
| Andamooka                  | YAMK | ADO  | Andamooka Airport      |
| Balcanoona                 | YBLC | LCN  | Balcanoona Airport     |
| Ceduna                     | YCDU | CED  | Ceduna Airport         |
| Cleve                      | YCEE | CVC  | Cleve Airport          |
| Clifton Hills              |      | ODL  | Clifton Hills Airport  |
| Coober Pedy                | YCBP | CPD  | Coober Pedy Airport    |
| Coorabie                   |      | CRJ  | Coorabie Airport       |
| Cordillo Downs             |      | ODL  | Cordillo Downs Airport |
| Cowarie                    | YCWI | CWR  | Cowarie Airport        |
| Cowell                     | YCWL | CCW  | Cowell Airport         |
| Dulkaninna                 | YDLK | DLK  | Dulkaninna Airport     |
| Etadunna                   | YEDA | ETD  | Etadunna Airstrip      |
| Gawler                     | YGAW |      | Gawler Airport         |
| Hawker                     | YHAW | HWK  | Hawker Airport         |
| Indulkana                  | YIDK | IDK  | Indulkana Airport      |
| Innamincka                 | YINN | INM  | Innamincka Airport     |
| Kimba                      | YIMB |      | Kimba Airport          |
| Kingscote, Kangaroo Island | YKSC | KGC  | Kingscote Airport      |
| Leigh Creek                | YLEC | LGH  | Leigh Creek Airport    |
| Loxton                     | YLOX |      | Loxton Airport         |
| Lock                       | YLOK | LOC  | Lock Airport           |
| Marla                      | YALA | MRP  | Marla Airport          |
| Marree                     |      | RRE  | Marree Airport         |
| Merty Merty                | YMYT | RTY  | Merty Merty Airport    |
| Millicent                  | YMCT | MLR  | Millicent Airport      |
| Minnipa                    | YMPA | MIN  | Minnipa Airport        |
| Minlaton                   | YMIN | XML  | Minlaton Airport       |
| Moolawatana                | YMWT | MWT  | Moolawatana Airport    |
| Moomba                     | YOOM | MOO  | Moomba Airport         |
| Mount Gambier              | YMTG | MGB  | Mount Gambier Airport  |
| Mount Gunson               | YMGN | GSN  | Mount Gunson Airport   |
| Mulka                      | YMUK | MVK  | Mulka Airport          |
| Mungeranie                 | YMUG | MNE  | Mungeranie Airport     |
| Olympic Dam                | YOLD | OLP  | Olympic Dam Airport    |
| Oodnadatta                 | YOOD | ODD  | Oodnadatta Airport     |
| Pandie Pandie              | YPDI | PDE  | Pandie Pandie Airport  |
| Parndana                   |      | PDN  | Parndana Airport       |
| Penneshaw                  | YPSH | PEA  | Penneshaw Airport      |
| Penong                     |      | PEY  | Penong Airport         |
| Port Augusta               | YPAG | PUG  | Port Augusta Airport   |
| Port Lincoln               | YPLC | PLO  | Port Lincoln Airport   |
| Port Pirie                 | YPIR | PPI  | Port Pirie Airport     |
| Prominent Hill             | YPMH | PXH  | Prominent Hill Airport |
| Pukatja                    | YERN | ERB  | Pukatja Airport        |
| Renmark                    | YREN | RMK  | Renmark Airport        |
| Streaky Bay                | YKBY | KBY  | Streaky Bay Airport    |
| Tarcoola                   |      | TAQ  | Tarcoola Airport       |
| Waikerie                   | YWKI |      | Waikerie Airport       |
| Whyalla                    | YWHA | WYA  | Whyalla Airport        |
| Wudinna                    | YWUD | WUD  | Wudinna Airport        |
| Yalata Mission             | YYTA | KYI  | Yalata Mission Airport |
| Yorketown                  | YYOR | ORR  | Yorketown Airport      |

### Tasmanie (Tas)
| Ville                       | OACI | IATA | Aérodrome                              |
| --------------------------- | ---- | ---- | -------------------------------------- |
| Cape Barren Island          | YCBN | RCC  | Cape Barren Island Airport             |
| Devonport                   | YDPO | DPD  | Aéroport De Devonport                  |
| Flinders Island (Whitemark) | YFLI | FLS  | Flinders Island Airport                |
| George Town                 | YGTO | GEE  | La Ville De George Aérodrome           |
| Queenstown                  | YQNS | UEE  | L'Aéroport International De Queenstown |
| Hobart                      | YMHB | HBA  | Aéroport International De Hobart       |
| Hobart / Cambridge          | YCBG |      | Cambridge Aérodrome                    |
| Le Roi De L'Île (Currie)    | YKII | KNS  | Le Roi De L'Île De L'Aéroport          |
| Latrobe                     |      | LTB  | Latrobe Aéroport                       |
| Launceston                  | YMLT | LST  | Aéroport De Launceston                 |
| St Helens                   | YSTH | HLS  | St Helens Aéroport                     |
| Smithton                    | YSMI | SIO  | Smithton Aéroport                      |
| Strahan                     | YSRN | SRN  | Strahan Aéroport                       |
| Wynyard / Burnie            | YWYY | BWT  | Aéroport De Burnie (Wynyard Aéroport)  |

### Victoria (Vic)
| Ville                                | ICAO | IATA           | Aérodrome                          |
| ------------------------------------ | ---- | -------------- | ---------------------------------- |
| Apollo Bay                           | YAPO |                | Apollo Bay Airport                 |
| Ararat                               | YARA | ARY            | Ararat Airport                     |
| Avalon                               | YMAV | AVV            | Aéroport de Melbourne-Avalon       |
| Bacchus Marsh                        | YBSS |                | Bacchus Marsh Airfield             |
| Bairnsdale                           | YBNS | BSJ            | Bairnsdale Airport                 |
| Ballarat                             | YBLT |                | Ballarat Airport                   |
| Barwon Heads                         | YBRS |                | Barwon Heads Airport               |
| Benalla                              | YBLA | BLN            | Aéroport de Benalla                |
| Bendigo                              | YBDG | BXG            | Bendigo Airport                    |
| Bright                               |      | Bright Airport | Bright Airport                     |
| Colac                                | YOLA | XCO            | Colac Airport                      |
| Corryong                             | YCRG | CYG            | Corryong Airport                   |
| Echuca                               | YECH | ECH            | Echuca Airport                     |
| Hamilton                             | YHML | HLT            | Hamilton Airport                   |
| Hopetoun                             | YHPN | HTU            | Hopetoun Airport                   |
| Horsham                              | YHSM | HSM            | Horsham Airport                    |
| Kerang                               | YKER | KRA            | Kerang Airport                     |
| Latrobe Valley / Morwell / Traralgon | YLTV | TGN            | Latrobe Regional Airport           |
| Leongatha                            | YLEG |                | Leongatha Airport                  |
| Mallacoota                           | YMCO | XMC            | Mallacoota Airport                 |
| Mangalore                            | YMNG |                | Mangalore Airport                  |
| Maryborough                          | YMBU |                | Maryborough Airport                |
| Melbourne                            | YMML | MEL            | Aéroport Melbourne-Tullamarine     |
| Melbourne / Essendon Fields          | YMEN | MEB            | Aéroport d'Essendon                |
| Melbourne / Moorabbin                | YMMB | MBW            | Moorabbin Airport                  |
| Mildura                              | YMIA | MQL            | Mildura Airport                    |
| Mount Hotham                         | YHOT | MHU            | Mount Hotham Airport               |
| Nhill                                | YNHL |                | Nhill Airport                      |
| Orbost                               | YORB | RBS            | Orbost Airport                     |
| Ouyen                                | YOUY | OYN            | Ouyen Airport                      |
| Porepunkah / Mount Buffalo           |      | MBF            | Porepunkah – Mount Buffalo Airport |
| Portland                             | YPOD | PTJ            | Portland Airport                   |
| Robinvale                            | YROI | RBC            | Robinvale Airport                  |
| Sale                                 | YWSL | SXE            | West Sale Airport                  |
| Shepparton                           | YSHT | SHT            | Shepparton Airport                 |
| Stawell                              | YSWL | SWC            | Stawell Airport                    |
| Swan Hill                            | YSWH | SWH            | Swan Hill Airport                  |
| Tooradin                             | YTDN |                | Tooradin Airfield                  |
| Tyabb                                | YTYA |                |                                    |
| Wangaratta                           | YWGT | WGT            | Wangaratta Airport                 |
| Warracknabeal                        | YWKB | WKB            | Warracknabeal Airport              |
| Warrnambool                          | YWBL | WMB            | Warrnambool Airport                |
| Welshpool                            |      | WHL            | Welshpool Airport                  |
| Yarrawonga                           | YYWG |                | Yarrawonga Airport                 |

### L'Australie occidentale (WA)
| Ville                               | ICAO | IATA | Aérodrome                                           |
| ----------------------------------- | ---- | ---- | --------------------------------------------------- |
| Albany                              | YABA | ALH  | Albany Airport                                      |
| Argyle                              | YARG | GYL  | Argyle Airport                                      |
| Balgo                               | YBGO | BQW  | Balgo Hill Airport                                  |
| Barimunya                           | YBRY | BYP  | Barimunya Airport                                   |
| Barrow Island                       | YBWX | BWB  | Barrow Island Airport                               |
| Beagle Bay                          |      | BEE  | Beagle Bay Airport                                  |
| Bedford Downs                       | YBDF | BDW  | Bedford Downs Airport                               |
| Beverley Springs                    | YBYS | BVZ  | Beverley Springs Airport                            |
| Boolgeeda                           | YBGD | OCM  | Boolgeeda Airport                                   |
| Broome                              | YBRM | BME  | Broome International Airport                        |
| Bunbury                             | YBUN | BUY  | Bunbury Airport                                     |
| Busselton                           | YBLN | BQB  | Busselton Regional Airport                          |
| Caiguna                             | YCAG | CGV  | Caiguna Airport                                     |
| Carlton Hill                        |      | CRY  | Carlton Hill Airport                                |
| Carnarvon                           | YCAR | CVQ  | Carnarvon Airport                                   |
| Cherrabun                           |      | CBC  | Cherrabun Airport                                   |
| Christmas Creek Mine                |      | CKW  | Christmas Creek Mine Airport                        |
| Christmas Creek Station             | YCRK | CXQ  | Christmas Creek Station Airport                     |
| Collie                              |      | CIE  | Collie Airport                                      |
| Coolawanyah Station                 | YCWY | COY  | Coolawanyah Station Airport                         |
| Coondewanna                         | YCWA | CJF  | Coondewanna Airport                                 |
| Cue                                 | YCUE | CUY  | Cue Airport                                         |
| Dalgaranga Gold Mine                | YDGA | DGD  | Dalgaranga Gold Mine Airport                        |
| Denham                              |      | DNM  | Denham Airport                                      |
| Derby                               | YCIN | DCN  | Curtin Airport / RAAF Curtin                        |
| Derby                               | YDBY | DRB  | Derby Airport                                       |
| Dongara                             | YDRA | DOX  | Dongara Airport                                     |
| Doongan                             |      | DNG  | Doongan Airport                                     |
| Drysdale River Station              | YDRD | DRY  | Drysdale River Airport                              |
| Eneabba                             | YEEB | ENB  | Eneabba Airport                                     |
| Esperance                           | YESP | EPR  | Esperance Airport                                   |
| Eucla                               | YECL | EUC  | Eucla Airport                                       |
| Exmouth                             | YPLM | LEA  | Learmonth Airport / RAAF Learmonth                  |
| Fitzroy Crossing                    | YFTZ | FIZ  | Fitzroy Crossing Airport                            |
| Flora Valley                        | YFLO | FVL  | Flora Valley Airport                                |
| Forrest                             | YFRT | FOS  | Forrest Airport                                     |
| Forrest River Mission / Oombulgurri |      | FVR  | Forrest River Airport                               |
| Fossil Downs                        |      | FSL  | Fossil Downs Airport                                |
| Cloudbreak mine                     | YFDF | KFE  | Fortescue Dave Forrest Airport                      |
| Gascoyne Junction                   | YGSC | GSC  | Gascoyne Junction Airport                           |
| Geraldton                           | YGEL | GET  | Geraldton Airport                                   |
| Gibb                                | YGIB | GBV  | Gibb River Airport                                  |
| Ginbata                             | YGIA | GBW  | Ginbata Airport                                     |
| Goldsworthy                         |      | GLY  | Goldsworthy Airport                                 |
| Gordon Downs                        | YGDN | GDD  | Gordon Downs Airport                                |
| Halls Creek                         | YHLC | HCQ  | Halls Creek Airport                                 |
| Hillside                            | YHIL | HLL  | Hillside Airport                                    |
| Highbury                            | YHHY | HIG  | Highbury Airport                                    |
| Jandakot                            | YPJT | JAD  | Jandakot Airport                                    |
| Jurien Bay                          | YJNB | JUR  | Jurien Bay Airport                                  |
| Kalumburu                           | YKAL | UBU  | Kalumburu Airport                                   |
| Kalbarri                            | YKBR | KAX  | Kalbarri Airport                                    |
| Kalgoorlie                          | YPKG | KGI  | Kalgoorlie-Boulder Airport                          |
| Kambalda                            | YKBL | KDB  | Kambalda Airport                                    |
| Karara                              | YKAR | KQR  | Karara Airport                                      |
| Karijini National Park              | YSOL | SLJ  | Solomon Airport                                     |
| Karratha                            | YPKA | KTA  | Karratha Airport                                    |
| Katanning                           | YKNG | KNI  | Katanning Airport                                   |
| Kimberley Downs                     |      | KBD  | Kimberley Downs Airport                             |
| Kununurra                           | YPKU | KNX  | Kununurra Airport (East Kimberley Regional Airport) |
| Lake Gregory                        |      | LGE  | Lake Gregory Airport                                |
| Lansdowne                           |      | LDW  | Lansdowne Airport                                   |
| Laverton                            | YLTN | LVO  | Laverton Airport                                    |
| Leinster                            | YLST | LER  | Leinster Airport                                    |
| Leonora                             | YLEO | LNO  | Leonora Airport                                     |
| Mandora Station                     | YMDI | MQA  | Mandora Station Airport                             |
| Manjimup                            | YMJM | MJP  | Manjimup Airport                                    |
| Marble Bar                          | YMBL | MBB  | Marble Bar Airport                                  |
| Margaret River                      | YMGT | MQZ  | Margaret River Airport                              |
| Margaret River Station              | YMGR | MGV  | Margaret River Station Airport                      |
| Meekatharra                         | YMEK | MKR  | Meekatharra Airport                                 |
| Mindibungu / Billiluna              | YBIL | BIW  | Billiluna Airport                                   |
| Mitchell Plateau                    | YMIP | MIH  | Mitchell Plateau Airport                            |
| Monkey Mia                          | YSHK | MJK  | Shark Bay Airport                                   |
| Morawa                              | YMRW | MWB  | Morawa Airport                                      |
| Mount Barnett                       |      | MBN  | Mount Barnett Airport                               |
| Mount House                         | YMHO | MHO  | Mount House Airport                                 |
| Mount Keith Mine                    | YMNE | WME  | Mount Keith Airport                                 |
| Mount Magnet                        | YMOG | MMG  | Mount Magnet Airport                                |
| Mullewa                             | YMWA | MXU  | Mullewa Airport                                     |
| Mungalalu                           | YTST | TTX  | Mungalalu – Truscott Airport                        |
| Murrin Murrin                       | YMMI | WUI  | Murrin Murrin Airport                               |
| Myroodah Station                    | YMYR | MYO  | Myroodah Station Airport                            |
| Narrogin                            | YNRG | NRG  | Narrogin Airport                                    |
| Newman                              | YNWN | ZNE  | Newman Airport                                      |
| Nicholson                           |      | NLS  | Nicholson Airport                                   |
| Nifty                               | YCNF | NIF  | Nifty Airport                                       |
| Noonkanbah                          |      | NKB  | Noonkanbah Airport                                  |
| Norseman                            | YNSM | NSM  | Norseman Airport                                    |
| Nullagine                           | YNUL | NLL  | Nullagine Airport                                   |
| Onslow                              | YOLW | ONS  | Onslow Airport                                      |
| Ord River                           | YORV | ODR  | Ord River Airport                                   |
| Paraburdoo                          | YPBO | PBO  | Paraburdoo Airport                                  |
| Pardoo Station                      | YPDO | PRD  | Pardoo Station Airport                              |
| Perth                               | YPPH | PER  | Perth Airport                                       |
| Port Hedland                        | YPPD | PHE  | Port Hedland International Airport                  |
| Purnululu National Park             | YBEB | BXF  | Bellburn Airport                                    |
| Ravensthorpe                        | YNRV | RVT  | Ravensthorpe Airport                                |
| Roebourne                           | YROE | RBU  | Roebourne Airport                                   |
| Rottnest Island                     | YRTI | RTS  | Rottnest Island Airport                             |
| Roy Hill Station                    | YRYH | RHL  | Roy Hill Station Airport                            |
| Sandstone                           | YSAN | NDS  | Sandstone Airport                                   |
| Shay Gap                            | YSHG | SGP  | Shay Gap Airport                                    |
| Southern Cross                      | YSCR | SQC  | Southern Cross Airport                              |
| Shaw River                          |      | SWB  | Shaw River Airport                                  |
| Springvale                          |      | ZVG  | Springvale Airport                                  |
| Sturt Creek                         |      | SSK  | Sturt Creek Airport                                 |
| Sunrise Dam Gold Mine               | YSRD |      | Sunrise Dam Airport                                 |
| Tableland Homestead                 | YTAB | TBL  | Tableland Homestead Airport                         |
| Telfer                              | YTEF | TEF  | Telfer Airport                                      |
| Theda Station                       | YTHD | TDN  | Theda Station Airport                               |
| Tom Price                           | YTMP | TPR  | Tom Price Airport                                   |
| Useless Loop                        | YUSL | USL  | Useless Loop Airport                                |
| Wallal Downs                        | YWAL | WLA  | Wallal Downs Airport                                |
| Warmun (Turkey Creek)               | YTKY | TKY  | Turkey Creek Airport                                |
| Warrawagine Station                 | YWWG | WRW  | Warrawagine Station Airport                         |
| West Angelas                        | YANG | WLP  | West Angelas Airport                                |
| Wiluna                              | YWLU | WUN  | Wiluna Airport                                      |
| Wittenoom                           | YWIT | WIT  | Wittenoom Airport                                   |
| Windarra                            |      | WND  | Windarra Airport                                    |
| Woodie Woodie                       | YWWI | WWI  | Woodie Woodie Airport                               |
| Wyndham                             | YWYM | WYN  | Wyndham Airport                                     |
| Yalgoo                              | YYAL | YLG  | Yalgoo Airport                                      |
| Yandicoogina                        | YNN  |      | Yandicoogina Airport                                |
| Yeelirrie                           | YYLR | KYF  | Yeelirrie Airport                                   |

### D'autres territoires
| Ville                             | L'OACI | L'IATA | Nom de l'aéroport                       |
| --------------------------------- | ------ | ------ | --------------------------------------- |
| Île Christmas                     | YPXM   | XCH    | Aéroport de l'île Christmas             |
| Îles Cocos                        | YPCC   | CCK    | Aéroport des îles Cocos                 |
| Territoire de la baie de Jervis   | YJBY   |        | Jervis Bay Airport                      |
| Île Norfolk                       | YSNF   | NLK    | Aéroport international de l'île Norfolk |
| Territoire antarctique australien | YWKS   |        | Piste Wilkins (privé)                   |

### Militaire: Force aérienne royale australienne
| Ville                                    | L'OACI | L'IATA | Nom de l'aéroport                           |
| ---------------------------------------- | ------ | ------ | ------------------------------------------- |
| Bullsbrook, Australie-Occidentale        | YPEA   |        | RAAF Base Pearce                            |
| Darwin, Territoire Du Nord               | YPDN   | DRW    | RAAF Base Darwin (utilisation commune)      |
| Derby, Australie-Occidentale             | YCIN   | DCN    | RAAF Base Curtin (utilisation commune)      |
| Exmouth, Australie-Occidentale           | YPLM   | LEA    | RAAF Base Learmonth (utilisation commune)   |
| Gingin, Australie-Occidentale            | YGIG   |        | RAAF Base Gingin                            |
| Glenbrook, Nouvelle-Galles du Sud        | YGNB   |        | RAAF Base Glenbrook (héliports seulement)   |
| Ipswich, Queensland                      | YAMB   |        | RAAF Base Amberley                          |
| Katherine, Territoire du Nord            | YPTN   | KTR    | RAAF Base Tindal                            |
| Newcastle, Nouvelle-Galles du Sud        | YWLM   | NTL    | RAAF Base Williamtown (utilisation commune) |
| Point Cook, Victoria                     | YMPC   |        | RAAF Base Williams                          |
| Richmond, Sydney, Nouvelle-Galles du Sud | YSRI   | XRH    | RAAF Base Richmond                          |
| Vente, Victoria                          | YMES   | SXE    | La RAAF à l'Est de la Vente                 |
| Salisbury, Le Sud De L'Australie         | YPED   |        | RAAF Base Edimbourg                         |
| Townsville, Queensland                   | YBTL   | TSV    | RAAF Base Townsville (utilisation commune)  |
| Weipa, Queensland                        | YBSG   |        | RAAF Base Scherger                          |
| Woomera, Le Sud De L'Australie           | YPWR   | UMR    | RAAF Woomera                                |

### Militaire: Armée de l'air
| Ville                              | L'OACI            | L'IATA               | Aéroport                                             |
| ---------------------------------- | ----------------- | -------------------- | ---------------------------------------------------- |
| Enoggera, Queensland               | YENO              | Enoggera Caserne     |                                                      |
| Holsworthy, Nouvelle-Galles Du Sud | YSHW              | Holsworthy Caserne   |                                                      |
| Oakey, Queensland                  | YBOK              | OKY                  | Oakey Aviation De L'Armée Du Centre (Oakey Aéroport) |
| Holtze, Territoire Du Nord         | Robertson Caserne |                      |                                                      |
| Rockhampton, Queensland            | YWIS              | Williamson Aérodrome |                                                      |
| Singleton, Nouvelle-Galles Du Sud  | YDOC              | Dochra Aérodrome     |                                                      |
| Townsville, Queensland             | YLVK              | Lavarack Caserne     |                                                      |

### Militaire: Aéronautique Navale
| Ville                                     | L'OACI | L'IATA | Aéroport           |
| ----------------------------------------- | ------ | ------ | ------------------ |
| Jardin De L'Île, à L'Ouest De L'Australie | YGAD   |        | Le HMAS Stirling   |
| Jervis Bay, Nouvelle-Galles Du Sud        | YJBY   |        | Jervis Bay Airport |
| Nowra, Nouvelle-Galles Du Sud             | YSNW   | NOA    | Le HMAS Albatros   |

## D'autres sources
- « Airservices Australia – Flying Guides & Publications »(Archive.org • Wikiwix • Archive.is • Google • Que faire ?)
- « ICAO Location Indicators by State » [archive du 15 janvier 2016] [PDF], International Civil Aviation Organization, 17 septembre 2010
- « UN Location Codes: Australia », UN/LOCODE 2011-2, sur UN/LOCODE 2011-2, UNECE, 28 février 2012 - comprend les codes IATA
- AirportGuide: Australie – utilisé pour vérifier l'OACI et de l'IATA de l'aéroport de codes
- Grand Cercle Mappeur: Australie – utilisé pour vérifier l'IATA de l'aéroport de codes